# Чемпіонат СРСР з футболу
Чемпіона́т СРСР з футбо́лу (рос. Чемпионат СССР по футболу) — щорічна першість серед футбольних команд Радянського Союзу. Перший регулярний чемпіонат провели у 1936 році (до того першість розігрували нерегулярно), останній — у 1991 році. Всього було розіграно 54 першості. Найбільше чемпіонських титулів здобуло «Динамо» (Київ) — 13.
У найвищому дивізіоні радянського футболу в різні роки грали команди з усіх союзних республік, окрім Киргизької і Туркменської РСР.

## Календар і структура

### Календар
Тоді як у більшості європейських чемпіонатів сезон проводять за системою «осінь-весна», радянська першість відмовилась від цієї ідеї. Кліматичні особливості північних районів Росії не дозволяли проведення футбольних поєдинків найвищого рівня у листопаді-грудні та березні, як практикують у Англії, Італії чи Іспанії.
Зазвичай чемпіонат СРСР починався у квітні та закінчувався у листопаді, тобто відбувався у межах одного календарного року. Чемпіонат проводили щороку, крім 1936 і 1976 років, коли було проведено по дві короткі першості — весняну та осінню. Також першість не проводили у роки німецької окупації Радянського Союзу (1941—1944) — у 1941 році чемпіонат почали, але не закінчили, а перша повоєнна першість відбулася у 1945 році.

### Структура
Форма турніру змінювалася щокілька років, а кількість команд у найвищому дивізіоні коливався від 7 (у першому чемпіонаті, весна 1936) до 26-ти (1938). Чемпіонат розігрували переважно у 2 кола — кожна команда зустрічалася з іншою двічі: вдома і на виїзді. У 1938 році через велику кількість команд змагання провели у одне коло, а в 60-х роках провели експерименти з розділенням колективів на 2 підгрупи, найкращі команди яких потім виборювали звання чемпіона у фінальному турнірі.
1970 рік став часом остаточного формування структури вищої ліги (таку назву отримав клас «А»): у ній було 16 (або 18) команд — вони розігрували між собою круговий турнір у 2 кола (кожен з кожним зіграв домашній і виїзний матч). Дві найгірші команди опускалися у першу лігу. Натомість найкращі клуби першої ліги наступного сезону посідали місце тих команд, які вибули.

## Історія

### Нерегулярні першості 1922—1935 років
У перші роки після створення Радянського Союзу першість розігрували між собою збірні міст або союзних республік. До 1935 року проведено 7 таких турнірів. Календар і форма проведення змагань змінювалася кожного турніру.
В I чемпіонаті країни брали участь збірні команди 3 міст і 1 округу. Через відсутність футболістів Петрограду турнір виграла команда Москви. Наступні 3 чемпіонати провели у рамках найбільших спортивних змагань тих років: Всесоюзних свят фізкультури 1923 і 1924 та Всесоюзної спартакіади 1928. У 1923 році першими стали москвичі, в 1924 — Україна, котру представляли харків'яни. У змаганнях Всесоюзної спартакіади разом з радянськими командами брали участь 4 колективи закордонних робочих спортивних організацій (усього 21 команда). Це викликало підвищений інтерес до турніру з боку уболівальників. Окремі ігри відвідувало понад 40 000 глядачів — рекордна на ті часи цифра. Перемогла команда Москви.
У першості 1931 року переможцями стала збірна РРФСР, а у 1932 — збірна Москви. Останній чемпіонат для збірних команд міст відбувся у 1935 році. У ньому взяли участь команди 6 міст (Москва, Ленінград, Харків, Київ, Баку і Тифліс). Перемогу здобула команда Москви.
Крім всерадянських першостей популярними у 1920-х, 30-х рр. були чемпіонати окремих союзних республік та традиційні матчі між збірними міст. Тоді ж виникли і найстаріші футбольні клуби СРСР: московські «Динамо», ДПМВ (згодом ЦСКА), КОР (пізніший «Локомотив») (1923), «Пролетарська кузня» (згодом «Торпедо») (1924) і «Спартак» (1935); ленінградське і тбіліське «Динамо» (1925); київське «Динамо» (1927) і донецький «Стахановець» (потім «Шахтар») (1935).

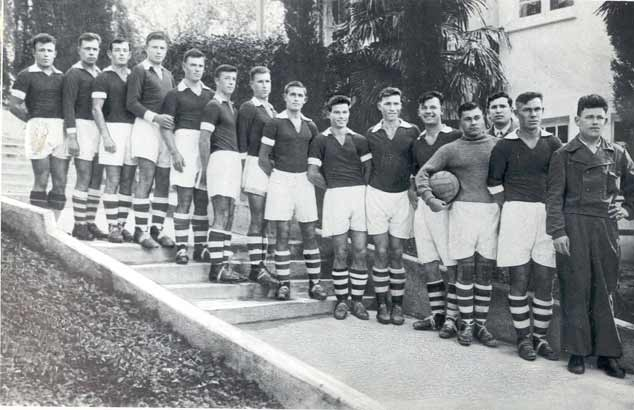
«Стахановець», потім «Шахтар» (Донецьк). Фото 1937 року, коли клуб посів 3 місце у класі «Б» та вийшов до елітного дивізіону

### Довоєнні чемпіонати 1936—1940
Чемпіонати з 1936 року вирішили проводити щорічно між командами спортивних клубів і відомств.
Перша гра чемпіонату СРСР відбулась 22 травня 1936 року в Ленінграді між «Динамо» (Ленінград) і «Локомотивом» (Москва). Рахунок відкрив на 5 хв. нападник гостей Віктор Лавров, але у підсумку «Локомотив» програв 3:1.
У довоєнний період лідерами радянського футболу були московські «Динамо» і «Спартак». На двох команди й виграли всі чемпіонати до початку радянсько-німецької війни. Динамівці тріумфували у чемпіонатах 1936 (весна), 1937 та 1940, а спартаківці — 1936 (осінь), 1938 і 1939. «Спартак» одним з перших на теренах Союзу випробував тактичну систему «дубль-ве». Таке новаторське рішення дозволило «червоно-білим» два роки поспіль робити «дубль» — у 1938 і 1939 роках команда вигравала і чемпіонат і Кубок СРСР. Це досягнення так ніколи й не було повторено чи побито.

### Повоєнні роки (1945—1951)
Перші роки по війні набрав силу армійський клуб ЦСКА (Москва) — той сильний колектив кінця 1940-х рр. прославився під прізвиськом «команда лейтенантів». ЦСКА перемагало у чемпіонаті СРСР три роки поспіль (1946—1948). Повторити це досягнення за всю історію радянських чемпіонатів зуміла лише одна команда — київське «Динамо» у 60-х роках. У лінії нападу армійців виділялись результативні нападники Григорій Федотов і Всеволод Бобров.

### 1952—1960
Радянська асоціація футболу нарешті вступила у ФІФА і збірна СРСР дебютувала на Олімпійських іграх (1952) та чемпіонатах світу (1958). Флагманами футболу стали московські «Спартак» і «Динамо». Обидві команди мали у своїх рядах майстрів найвищого класу, спартаківці: Ігоря Нетто і Микиту Симоняна, а динамівці — Лева Яшина — одного з найкращих воротарів у історії футболу.

### 1961—1970— кінець московської гегемонії
У 1961 році чемпіоном вперше стає немосковський колектив — «Динамо» (Київ). У 1966-68 роках динамівці тричі поспіль вигравали першість СРСР, у чому велика заслуга наставника киян — Віктора Маслова, який впровадив у команді новітню тактичну систему 4-4-2. Київський колектив мав у своїх рядах таких виконавців, як Андрій Біба, Анатолій Бишовець, Василь Турянчик, Йожеф Сабо та Євген Рудаков.

### 1970-ті
Протягом 1970-х років «Динамо» (Київ) тільки у двох чемпіонатах залишався без медалей. Почав кар'єру бомбардир Олег Блохін — майбутній найкращий голеадор чемпіонатів СРСР (211 голів) і гравець, який проведе рекордну кількість ігор у «вишці» — 432. Наставником киян призначено Валерія Лобановського.
Після 1977 року, коли майже половина ігор (44,6 %) завершилось унічию, Федерація футболу СРСР пішла на радикальний крок — ввела т. зв. «ліміт нічиїх». Тобто команди не мали права звести унічию більше ігор, ніж було передбачено обмеженням (спочатку 8 ігор, потім — 10). Врешті-решт цей штучний ліміт відмінили у 1988 році.

### 1980-ті і 1990-ті
Найпринциповішим протистоянням першості стали ігри «Спартак» (Москва)—«Динамо» (Київ). Ці два клуби мали найбільше представників у збірній СРСР, яку тренував Валерій Лобановський. До еліти радянського футболу увійшло українське «Дніпро» (Дніпропетровськ) — чемпіон країни у 1983 і 1988 роках.
Першим радянським легіонером у закордонних чемпіонатах став восени 1980 року Анатолій Зінченко. Масовий від'їзд футболістів за кордони СРСР почався у 1988—1989 роках — після початку «перебудови», яка зачепила і спорт.
У 1991 році у зв'язку з розпадом СРСР завершився останній, 54-й чемпіонат Радянського Союзу з футболу. Його виграв ЦСКА (Москва).

## Велика турнірна таблиця
Показано статистику команд, які грали у вищій лізі чемпіонату СРСР. Всі 54 турніри провели лише два клуби: «Динамо» (Москва) і «Динамо» (Київ). За перемогу нараховано 2 очки, за нічию — одне.
| Медалі | Медалі | Медалі |             | №   | Команда                       | Т  | І    | В   | Н   | П   | М'ячів      | Очок | %    |
| ------ | ------ | ------ | ----------- | --- | ----------------------------- | -- | ---- | --- | --- | --- | ----------- | ---- | ---- |
|        |        |        |             | №   | Команда                       | Т  | І    | В   | Н   | П   | М'ячів      | Очок | %    |
| 12     | 12     | 9      | Росія       | 1.  | «Спартак» (Москва)            | 53 | 1453 | 722 | 385 | 346 | 2483 — 1467 | 1829 | 62,9 |
| 11     | 11     | 5      | Росія       | 2.  | «Динамо» (Москва)             | 54 | 1487 | 707 | 405 | 375 | 2438 — 1461 | 1819 | 61,2 |
| 13     | 11     | 3      | Україна     | 3.  | «Динамо» (Київ)               | 54 | 1483 | 681 | 456 | 346 | 2306 — 1566 | 1818 | 61,3 |
| 2      | 5      | 13     | Грузія      | 4.  | «Динамо» (Тбілісі)            | 51 | 1424 | 621 | 406 | 397 | 2176 — 1677 | 1648 | 57,9 |
| 3      | 3      | 6      | Росія       | 5.  | «Торпедо» (Москва)            | 51 | 1455 | 601 | 433 | 421 | 2059 — 1656 | 1635 | 56,2 |
| 7      | 4      | 6      | Росія       | 6.  | ЦСКА (Москва)                 | 48 | 1328 | 586 | 364 | 378 | 2034 — 1454 | 1536 | 57,8 |
| 1      |        | 1      | Росія       | 7.  | «Зеніт» (Ленінград)           | 49 | 1402 | 464 | 411 | 527 | 1725 — 1914 | 1339 | 47,8 |
|        | 2      | 2      | Україна     | 8.  | «Шахтар» (Донецьк)            | 44 | 1288 | 434 | 379 | 475 | 1522 — 1641 | 1247 | 48,4 |
| 1      |        | 3      | Білорусь    | 9.  | «Динамо» (Мінськ)             | 39 | 1145 | 372 | 340 | 433 | 1257 — 1421 | 1084 | 47,3 |
| 1      | 2      |        | Вірменія    | 10. | «Арарат» (Єреван)             | 33 | 1026 | 352 | 280 | 394 | 1150 — 1306 | 984  | 48,0 |
|        | 1      |        | Росія       | 11. | «Локомотив» (Москва)          | 39 | 1001 | 303 | 289 | 409 | 1218 — 1431 | 895  | 44,7 |
|        |        | 1      | Азербайджан | 12. | «Нефтчі» (Баку)               | 27 | 884  | 253 | 270 | 361 | 907 — 1141  | 776  | 43,9 |
|        |        | 1      | Україна     | 13. | «Чорноморець»                 | 24 | 738  | 244 | 217 | 277 | 777 — 884   | 705  | 47,8 |
|        |        |        | Казахстан   | 14. | «Кайрат» (Алма-Ата)           | 24 | 780  | 226 | 234 | 320 | 742 — 983   | 686  | 44,0 |
|        |        |        | Узбекистан  | 15. | «Пахтакор» (Ташкент)          | 22 | 722  | 212 | 211 | 299 | 805 — 1035  | 635  | 44,0 |
|        | 1      |        | Росія       | 16. | СКА (Ростов-на-Дону)          | 21 | 680  | 218 | 194 | 268 | 843 — 911   | 630  | 46,3 |
| 2      | 2      | 2      | Україна     | 17. | «Дніпро»                      | 19 | 554  | 227 | 154 | 173 | 729 — 634   | 608  | 54,9 |
|        |        |        | Росія       | 18. | «Крила Рад» (Куйбишев)        | 26 | 715  | 185 | 209 | 321 | 675 — 996   | 579  | 40,5 |
|        |        |        | Україна     | 19. | «Металіст» (Харків)           | 14 | 438  | 133 | 124 | 181 | 413 — 530   | 390  |      |
| 1      |        |        | Україна     | 20. | «Зоря» (Ворошиловград)        | 14 | 412  | 125 | 135 | 152 | 416 — 469   | 385  | 46,7 |
|        |        |        | Росія       | 21. | «Динамо» (Ленінград)          | 17 | 397  | 135 | 102 | 160 | 589 — 649   | 372  | 46,9 |
|        |        |        | Грузія      | 22. | «Торпедо» (Кутаїсі)           | 13 | 439  | 104 | 129 | 206 | 395 — 655   | 337  | 38,4 |
|        |        | 1      | Литва       | 23. | «Жальгіріс» (Вільнюс)         | 11 | 330  | 107 | 93  | 130 | 349 — 463   | 305  | 46,5 |
|        |        |        | Росія       | 24. | «Ротор» (Волгоград)           | 11 | 293  | 91  | 66  | 136 | 352 — 488   | 248  | 42,3 |
|        |        |        | Молдова     | 25. | «Ністру» (Кишинів)            | 11 | 312  | 69  | 84  | 159 | 312 — 534   | 222  | 35,6 |
|        |        |        | Україна     | 26. | «Карпати» (Львів)             | 9  | 244  | 68  | 85  | 91  | 250 — 301   | 221  | 45,3 |
|        |        |        | Латвія      | 27. | «Даугава» (Рига)              | 7  | 203  | 51  | 48  | 104 | 198 — 311   | 150  | 37,0 |
|        |        |        | Росія       | 28. | ВПС (Москва)                  | 6  | 161  | 58  | 32  | 71  | 235 — 270   | 148  | 46,0 |
|        |        |        | Росія       | 29. | «Крила Рад» (Москва)          | 6  | 143  | 32  | 39  | 72  | 525 — 706   | 103  | 36,0 |
|        |        | 1      | Росія       | 30. | «Металург» (Москва)           | 4  | 91   | 40  | 17  | 34  | 173 — 170   | 97   | 53,3 |
|        |        |        | Україна     | 31. | «Локомотив» (Харків)          | 4  | 114  | 34  | 23  | 57  | 112 — 176   | 91   | 42,5 |
|        |        |        | Росія       | 32. | «Кубань» (Краснодар)          | 3  | 102  | 29  | 26  | 47  | 111 — 145   | 84   | 41,2 |
|        |        |        | Росія       | 33. | «Адміралтієць» (Ленінград)    | 3  | 84   | 26  | 17  | 41  | 122 — 149   | 69   | 41.1 |
|        |        |        | Таджикистан | 34. | «Памір» (Душанбе)             | 3  | 84   | 21  | 27  | 36  | 74 — 104    | 69   | 41.1 |
|        |        |        | Росія       | 35. | «Електрик» (Ленінград)        | 5  | 80   | 22  | 18  | 40  | 112 — 163   | 62   | 38.8 |
|        |        |        | Росія       | 36. | «Факел» (Воронеж)             | 2  | 66   | 20  | 17  | 29  | 63 — 83     | 57   | 43.2 |
|        |        |        | Росія       | 37. | «Трудові резерви» (Ленінград) | 3  | 68   | 16  | 23  | 29  | 82 — 113    | 55   | 40.4 |
|        |        |        | Росія       | 38. | «Волга» (Горький)             | 3  | 85   | 14  | 27  | 44  | 58 — 143    | 55   | 32.3 |
|        |        |        | Грузія      | 39. | «Спартак» (Тбілісі)           | 2  | 64   | 21  | 11  | 32  | 82 — 109    | 53   | 41.4 |
|        |        |        | Росія       | 40. | «Спартак» (Владикавказ)       | 2  | 62   | 16  | 16  | 30  | 64 — 89     | 48   | 38.7 |
|        |        |        | Україна     | 41. | «Динамо» (Одеса)              | 2  | 51   | 16  | 13  | 22  | 64 — 102    | 45   | 44.1 |
|        |        |        | Україна     | 42. | СКА (Одеса)                   | 2  | 68   | 4   | 19  | 45  | 38 — 121    | 27   | 19.9 |
|        |        |        | Україна     | 43. | «Металург» (Запоріжжя)        | 1  | 30   | 9   | 7   | 14  | 27 — 38     | 25   | 41.7 |
|        |        |        | Росія       | 44. | ВМС (Москва)                  | 1  | 28   | 7   | 9   | 12  | 30 — 50     | 23   | 41.1 |
|        |        |        | Україна     | 45. | «Таврія» (Сімферополь)        | 1  | 34   | 8   | 7   | 19  | 27 — 54     | 23   | 33.8 |
|        |        |        | Україна     | 46. | «Сільмаш» (Харків)            | 1  | 25   | 8   | 6   | 11  | 34 — 45     | 22   | 44.0 |
|        |        |        | Росія       | 47. | «Уралмаш» (Свердловськ)       | 1  | 34   | 7   | 8   | 19  | 19 — 39     | 22   | 32.4 |
|        |        |        | Росія       | 48. | «Сталінець» (Москва)          | 1  | 25   | 8   | 5   | 12  | 36 — 44     | 21   | 42.0 |
|        |        |        | Україна     | 49. | «Локомотив» (Київ)            | 1  | 25   | 8   | 5   | 12  | 43 — 64     | 21   | 42.0 |
|        |        |        | Росія       | 50. | «Шинник» (Ярославль)          | 1  | 32   | 6   | 9   | 17  | 20 — 48     | 21   | 32.8 |
|        |        |        | Росія       | 51. | «Динамо» (Ростов-на-Дону)     | 1  | 25   | 7   | 6   | 12  | 39 — 43     | 20   | 40.0 |
|        |        |        | Азербайджан | 52. | «Темп» (Баку)                 | 1  | 25   | 6   | 8   | 11  | 33 — 40     | 20   | 40.0 |
|        |        |        | Росія       | 53. | «Спартак» (Ленінград)         | 1  | 25   | 6   | 8   | 11  | 30 — 39     | 20   | 40.0 |
|        |        |        | Естонія     | 54. | «Калев» (Таллінн)             | 2  | 58   | 3   | 14  | 41  | 46 — 146    | 20   | 17.2 |
|        |        |        | Азербайджан | 55. | «Динамо» (Кіровабад)          | 1  | 38   | 5   | 9   | 24  | 25 — 59     | 19   | 25.0 |
|        |        |        | Грузія      | 56. | «Гурія» (Ланчхуті)            | 1  | 30   | 5   | 8   | 17  | 18 — 38     | 18   | 30.0 |
|        |        |        | Україна     | 57. | «Спартак» (Харків)            | 1  | 25   | 5   | 7   | 13  | 43 — 63     | 17   | 34.0 |
|        |        |        | Росія       | 58. | «Більшовик» (Ленінград)       | 1  | 25   | 7   | 3   | 15  | 35 — 57     | 17   | 34,0 |
|        |        |        | Росія       | 59. | ОБО (Свердловськ)             | 1  | 22   | 6   | 4   | 12  | 31 — 45     | 16   | 36.4 |
|        |        |        | Росія       | 60. | «Харчовик» (Москва)           | 1  | 25   | 5   | 6   | 14  | 25 — 53     | 16   | 32,0 |
|        |        |        | Грузія      | 61. | «Локомотив» (Тбілісі)         | 1  | 25   | 5   | 5   | 15  | 44 — 62     | 15   | 30,0 |
|        |        |        | Росія       | 62. | Команда міста Калініна        | 1  | 13   | 5   | 4   | 4   | 19 — 19     | 14   | 53.9 |
|        |        |        | Росія       | 63. | «Буревісник» (Москва)         | 1  | 25   | 4   | 4   | 17  | 28 — 87     | 12   | 24,0 |

## Особисті досягнення

### Тренери-чемпіони
Таблиця всіх головних тренерів, які ставали чемпіонами СРСР з футболу та клуби, з якими вони здобували медалі різного ґатунку.
| Місце  | Тренер               | Медалі | Медалі | Медалі | Команди, з якими здобуто медалі                       |
| ------ | -------------------- | ------ | ------ | ------ | ----------------------------------------------------- |
| Місце  | Тренер               | зол    | сріб   | брон   | Команди, з якими здобуто медалі                       |
| 1.     | Валерій Лобановський | 8      | 4      | 2      | «Динамо» (Київ)                                       |
| 2.     | Михайло Якушин       | 6      | 6      | 1      | «Динамо» (Москва)                                     |
| 3.     | Борис Аркадьєв       | 6      | 2      | 2      | ЦБЧА (Москва), «Динамо» (Москва)                      |
| 4.     | Віктор Маслов        | 4      | 4      |        | «Динамо» (Київ), «Торпедо» (Москва)                   |
| 5.     | Микита Симонян       | 3      | 2      | 2      | «Спартак» (Москва), «Арарат» (Єреван)                 |
| 6.     | Костянтин Бєсков     | 2      | 7      | 2      | «Спартак» (Москва), «Динамо» (Москва)                 |
| 7.     | Олександр Севідов    | 2      | 2      | 2      | «Динамо» (Москва), «Динамо» (Київ), «Динамо» (Мінськ) |
| 8-9.   | Костянтин Квашнін    | 2      | 2      | 1      | «Динамо» (Москва), «Спартак» (Москва)                 |
| 8-9.   | Микола Гуляєв        | 2      | 2      | 1      | «Спартак» (Москва)                                    |
| 10-11. | Василь Соколов       | 2      | 1      |        | «Спартак» (Москва)                                    |
| 10-11. | Павло Садирін        | 2      | 1      |        | ЦСКА (Москва), «Зеніт» (Ленінград)                    |
| 12.    | Євген Кучеревський   | 1      | 2      |        | «Дніпро» (Дніпропетровськ)                            |
| 13.    | Нодар Ахалкаці       | 1      | 1      | 3      | «Динамо» (Тбілісі)                                    |
| 14.    | В'ячеслав Соловйов   | 1      | 1      | 1      | «Динамо» (Київ), «Динамо» (Тбілісі)                   |
| 15-17. | Олег Романцев        | 1      | 1      |        | «Спартак» (Москва)                                    |
| 15-17. | Віктор Дубінін       | 1      | 1      |        | «Динамо» (Москва)                                     |
| 15-17. | Едуард Малофеєв      | 1      | 1      |        | «Динамо» (Мінськ), «Динамо» (Москва)                  |
| 18.    | Валентин Іванов      | 1      |        | 4      | «Торпедо» (Москва)                                    |
| 19.    | Гаврило Качалін      | 1      |        | 3      | «Динамо» (Тбілісі), «Динамо» (Москва)                 |
| 20-21. | Володимир Ємець      | 1      |        | 2      | «Дніпро» (Дніпропетровськ)                            |
| 20-21. | Валентин Ніколаєв    | 1      |        | 2      | ЦСКА (Москва)                                         |
| 22-27. | Анатолій Пузач       | 1      |        |        | «Динамо» (Київ)                                       |
| 22-27. | Петро Попов          | 1      |        |        | «Спартак» (Москва)                                    |
| 22-27. | Герман Зонін         | 1      |        |        | «Зоря» (Ворошиловград)                                |
| 22-27. | Олександр Пономарьов | 1      |        |        | «Динамо» (Москва)                                     |
| 22-27. | Віктор Мар'єнко      | 1      |        |        | «Торпедо» (Москва)                                    |
| 22-27. | Михайло Козлов       | 1      |        |        | «Спартак» (Москва)                                    |

Зауваження: У осіній першості 1936 «Спартаком» (Москва) керувала тренерська рада. У таблиці цей чемпіонський титул записано на Михайла Козлова. У 1990 році Валерій Лобановський керував «Динамо» (Київ) протягом першої половини першості, потім старшим тренером став Анатолій Пузач. Чемпіонський титул враховано обидвом спеціалістам.

### Футболісти-чемпіони
Таблиця найтитулованіших гравців (понад 5 золотих медалей), які ставали чемпіонами СРСР з футболу.
| Місце | Футболіст          | Чемпіонств | Команди, з якими здобуто титул і роки                                 |
| ----- | ------------------ | ---------- | --------------------------------------------------------------------- |
| 1.    | Олег Блохін        | 8          | «Динамо» (Київ): 1971, 1974, 1975, 1977, 1980, 1981, 1985, 1986       |
| 2-4.  | Володимир Веремеєв | 7          | «Динамо» (Київ): 1968, 1971, 1974, 1975, 1977, 1980, 1981             |
| 2-4.  | Володимир Мунтян   | 7          | «Динамо» (Київ): 1966, 1967, 1968, 1971, 1974, 1975, 1977             |
| 2-4.  | Євген Рудаков      | 7          | «Динамо» (Київ): 1966, 1967, 1968, 1971, 1974, 1975, 1977             |
| 5-7.  | Володимир Безсонов | 6          | «Динамо» (Київ): 1977, 1980, 1981, 1985, 1986, 1990                   |
| 5-7.  | Володимир Дьомін   | 6          | «Спартак» (Москва): 1939; ЦСКА (Москва): 1946, 1947, 1948, 1950, 1951 |
| 5-7.  | Віктор Колотов     | 6          | «Динамо» (Київ): 1971, 1974, 1975, 1977, 1980, 1981                   |

## 300 матчів
Список гравців, які провели 300 і більше матчів у вищій лізі.
| М   | Гравець              | Ігри  |
|     |                      |       |
| 1.  | Олег Блохін          | — 432 |
| 2.  | Віктор Шустиков      | — 427 |
| 3.  | Галімзян Хусаїнов    | — 410 |
| 4.  | Микола Осянін        | — 402 |
| 5.  | Лев Бурчалкін        | — 400 |
| 6.  | Михайло Соколовський | — 400 |
| 7.  | Сергій Бондаренко    | — 392 |
| 8.  | Володимир Федотов    | — 382 |
| 9.  | Леонід Буряк         | — 377 |
| 10. | Слава Метревелі      | — 375 |
| 11. | Олександр Бубнов     | — 375 |
| 12. | Володимир Сахаров    | — 372 |
| 13. | Володимир Плоскіна   | — 371 |
| 14. | Едуард Маркаров      | — 370 |
| 15. | Анатолій Давидов     | — 370 |
| 16. | Ігор Нетто           | — 367 |
| 17. | Федір Черенков       | — 366 |
| 18. | Ашот Хачатрян        | — 366 |
| 19. | Віктор Кузнецов      | — 355 |
| 20. | Анатолій Дем'яненко  | — 353 |
| 21. | Геннадій Логофет     | — 349 |
| 22. | Михайло Лохов        | — 346 |
| 23. | Володимир Полікарпов | — 342 |
| 24. | Автанділ Гогоберідзе | — 341 |
| 25. | Берадор Абдураїмов   | — 340 |
| 26. | Олександр Полукаров  | — 339 |
| 27. | Норайр Месропян      | — 336 |
| 28. | Володимир Голубєв    | — 336 |
| 29. | Рінат Дасаєв         | — 335 |
| 30. | Сергій Сальников     | — 333 |
| 31. | Павло Садирін        | — 333 |
| 32. | Віктор Ворошилов     | — 330 |
| 33. | Олександр Ткаченко   | — 328 |

| М   | Гравець              | Ігри  |
|     |                      |       |
| 34. | Олександр Новіков    | — 327 |
| 35. | Лев Яшин             | — 326 |
| 36. | Сергій Пригода       | — 325 |
| 37. | Манучар Мачаїдзе     | — 324 |
| 38. | Олександр Чивадзе    | — 324 |
| 39. | Дмитро Багрич        | — 322 |
| 40. | В'ячеслав Семиглазов | — 320 |
| 41. | Валерій Маслов       | — 319 |
| 42. | Юрій Гаврилов        | — 318 |
| 43. | Йожеф Сабо           | — 317 |
| 44. | Василь Іщак          | — 316 |
| 45. | Володимир Маслаченко | — 315 |
| 46. | Гіві Нодія           | — 314 |
| 47. | Бабкен Мелікян       | — 313 |
| 48. | Анатолій Куксов      | — 312 |
| 49. | Олексій Єськов       | — 312 |
| 50. | Олексій Петрушин     | — 312 |
| 51. | Сергій Крамаренко    | — 312 |
| 52. | Володимир Веремєєв   | — 319 |
| 53. | Василь Турянчик      | — 308 |
| 54. | Михайло Гершкович    | — 308 |
| 55. | Олександр Журавльов  | — 304 |
| 56. | Володимир Юрін       | — 304 |
| 57. | Володимир Гуцаєв     | — 303 |
| 58. | Анатолій Коньков     | — 303 |
| 59. | Анатолій Крутиков    | — 303 |
| 60. | Володимир Мунтян     | — 302 |
| 61. | Реваз Дзодзуашвілі   | — 301 |
| 62. | Шота Яманідзе        | — 300 |
| 63. | Олександр Мінаєв     | — 300 |
| 64. | Андрій Якубик        | — 300 |
| 65. | Отарі Габелія        | — 300 |

## Сто бомбардирів
Список ста найрезультативніших гравців елітного дивізіону радянського футболу.
| М   | Гравець               | Голи  |
|     |                       |       |
| 1.  | Олег Блохін           | — 211 |
| 2.  | Олександр Пономарьов  | — 152 |
| 3.  | Микита Симонян        | — 144 |
| 4.  | Сергій Соловйов       | — 143 |
| 5.  | Григорій Федотов      | — 132 |
| 6.  | Едуард Маркаров       | — 129 |
| 7.  | Автанділ Гогоберідзе  | — 128 |
| 8.  | Валентин Іванов       | — 125 |
| 9.  | Олег Протасов         | — 125 |
| 10. | Рамаз Шенгелія        | — 120 |
| 11. | Олег Копаєв           | — 119 |
| 12. | Сергій Родіонов       | — 119 |
| 13. | Заур Калоєв           | — 117 |
| 14. | Галімзян Хусаїнов     | — 115 |
| 15. | Борис Пайчадзе        | — 106 |
| 16. | Костянтин Бєсков      | — 106 |
| 17. | Віктор Ворошилов      | — 106 |
| 18. | Андрій Якубик         | — 105 |
| 19. | Геннадій Красницький  | — 102 |
| 20. | Борис Казаков         | — 101 |
| 21. | Сергій Сальников      | — 101 |
| 22. | Едуард Малофєєв       | — 100 |
| 23. | Едуард Стрєльцов      | — 100 |
| 24. | Всеволод Бобров       | — 97  |
| 25. | Берадор Абдураїмов    | — 96  |
| 26. | Гіві Нодія            | — 93  |
| 27. | Хорен Оганесян        | — 93  |
| 28. | Георгій Кондратьєв    | — 93  |
| 29. | Володимир Федотов     | — 92  |
| 30. | Микола Дементьєв      | — 91  |
| 31. | Геннадій Гусаров      | — 91  |
| 32. | Юрій Гаврилов         | — 91  |
| 33. | Олексій Гринін        | — 89  |
| 34. | Валерій Газзаєв       | — 89  |
| 35. | Федір Черенков        | — 89  |
| 36. | Михайло Мустигін      | — 88  |
| 37. | Віктор Каневський     | — 88  |
| 38. | Михайло Соколовський  | — 87  |
| 39. | Володимир Дьомін      | — 86  |
| 40. | Василь Карцев         | — 86  |
| 41. | Анатолій Ільїн        | — 84  |
| 42. | Слава Метревелі       | — 84  |
| 43. | Віталій Старухін      | — 84  |
| 44. | Валентин Ніколаєв     | — 83  |
| 45. | Сергій Андрєєв        | — 82  |
| 46. | Віктор Соколов        | — 81  |
| 47. | Анатолій Банішевський | — 81  |
| 48. | Юрій Чесноков         | — 80  |
| 49. | Сергій Коршунов       | — 78  |
| 50. | Лев Бурчалкін         | — 78  |

| М    | Гравець              | Голи |
|      |                      |      |
| 51.  | Володимир Казачонок  | — 78 |
| 52.  | Давид Кіпіані        | — 78 |
| 53.  | Володимир Полікарпов | — 76 |
| 54.  | Іван Конов           | — 73 |
| 55.  | Василь Лотков        | — 72 |
| 56.  | Юрій Фалін           | — 72 |
| 57.  | Володимир Козлов     | — 72 |
| 58.  | Володимир Клементьєв | — 72 |
| 59.  | Валерій Лобановський | — 71 |
| 60.  | Микола Осянін        | — 71 |
| 61.  | Борис Копєйкін       | — 71 |
| 62.  | Геннадій Матвєєв     | — 70 |
| 63.  | Віктор Серебряніков  | — 70 |
| 64.  | Олег Базилевич       | — 69 |
| 65.  | Андрій Біба          | — 69 |
| 66.  | Валерій Петраков     | — 69 |
| 67.  | Євстахій Пехлеваніді | — 69 |
| 68.  | Юрій Желудков        | — 69 |
| 69.  | Василь Трофімов      | — 68 |
| 70.  | Ігор Численко        | — 68 |
| 71.  | Гайоз Джеджелава     | — 67 |
| 72.  | Валентин Бубукін     | — 67 |
| 73.  | Володимир Баркая     | — 67 |
| 74.  | Микола Казарян       | — 67 |
| 75.  | Павло Віньковатов    | — 66 |
| 76.  | Шота Яманідзе        | — 66 |
| 77.  | Ігор Пономарьов      | — 66 |
| 78.  | Віктор Грачов        | — 66 |
| 79.  | Ігор Бєланов         | — 65 |
| 80.  | Борис Чучелов        | — 64 |
| 81.  | Андрій Зазроєв       | — 64 |
| 82.  | Андрій Рєдкоус       | — 64 |
| 83.  | Михайло Коман        | — 63 |
| 84.  | Олексій Парамонов    | — 63 |
| 85.  | Володимир Ільїн      | — 63 |
| 86.  | Машалла Ахмедов      | — 63 |
| 87.  | Леонід Буряк         | — 63 |
| 88.  | Володимир Савдунін   | — 62 |
| 89.  | Олександр Гулевський | — 62 |
| 90.  | Віталій Хмельницький | — 62 |
| 91.  | Віктор Колотов       | — 62 |
| 92.  | Сергій Квочкін       | — 61 |
| 93.  | Олександр Тарханов   | — 61 |
| 94.  | Аркадій Андріасян    | — 61 |
| 95.  | Георгій Жарков       | — 60 |
| 96.  | Юрій Тарасов         | — 60 |
| 97.  | Казбек Туаєв         | — 59 |
| 98.  | Вадим Євтушенко      | — 59 |
| 99.  | Петро Петров         | — 58 |
| 100. | Михайло Гершкович    | — 58 |

## Сто українських бомбардирів
Список найвлучніших футболістів українських команд в іграх елітної ліги радянського футболу.
| М   | Гравець              | Голи  |
|     |                      |       |
| 1.  | Олег Блохін          | — 211 |
| 2.  | Олег Протасов        | — 125 |
| 3.  | Віктор Каневський    | — 88  |
| 4.  | Михайло Соколовський | — 87  |
| 5.  | Віталій Старухін     | — 84  |
| 6.  | Валерій Лобановський | — 71  |
| 7.  | Віктор Серебряніков  | — 70  |
| 8.  | Олег Базилевич       | — 69  |
| 9.  | Андрій Біба          | — 69  |
| 10. | Павло Віньковатов    | — 66  |
| 11. | Ігор Бєланов         | — 65  |
| 12. | Віктор Грачов        | — 65  |
| 13. | Михайло Коман        | — 63  |
| 14. | Леонід Буряк         | — 63  |
| 15. | Віталій Хмельницький | — 62  |
| 16. | Віктор Колотов       | — 62  |
| 17. | Юрій Тарасов         | — 61  |
| 18. | Вадим Євтушенко      | — 59  |
| 19. | Володимир Мунтян     | — 57  |
| 20. | Геннадій Литовченко  | — 56  |
| 21. | Володимир Онищенко   | — 55  |
| 22. | Ігор Петров          | — 52  |
| 23. | Анатолій Бишовець    | — 49  |
| 24. | Анатолій Пузач       | — 49  |
| 25. | Володимир Лютий      | — 49  |
| 26. | Йожеф Сабо           | — 48  |
| 27. | Олег Таран           | — 45  |
| 28. | Володимир Плоскина   | — 45  |
| 29. | Валерій Поркуян      | — 43  |
| 30. | Олександр Заваров    | — 43  |
| 31. | Юрій Ананченко       | — 42  |
| 32. | Володимир Данилюк    | — 42  |
| 33. | Анатолій Куксов      | — 42  |
| 34. | Микола Федоренко     | — 41  |
| 35. | Віктор Кузнецов      | — 40  |
| 36. | Олександр Погорєлов  | — 40  |
| 37. | Олексій Михайличенко | — 39  |
| 38. | Григорій Балаба      | — 38  |
| 39. | Іштван Секеч         | — 38  |
| 40. | Павло Комаров        | — 36  |
| 41. | Федір Дашков         | — 36  |
| 42. | Юрій Єлісєєв         | — 36  |
| 43. | Євген Шахов          | — 36  |
| 44. | Едвард Козинкевич    | — 35  |
| 45. | Анатолій Пилипчук    | — 35  |
| 46. | Станіслав Євсєєнко   | — 35  |
| 47. | Віктор Фомін         | — 34  |
| 48. | Віталій Шевченко     | — 34  |
| 49. | Володимир Устимчик   | — 34  |
| 50. | В'ячеслав Семенов    | — 33  |
| 51. | Володимир Веремєєв   | — 33  |

| М    | Гравець               | Голи |
|      |                       |      |
| 52.  | Роман Хижак           | — 32 |
| 53.  | Віктор Хлус           | — 31 |
| 54.  | Віктор Шиловський     | — 31 |
| 55.  | Макар Гончаренко      | — 30 |
| 56.  | Сергій Ященко         | — 30 |
| 57.  | Петро Лайко           | — 29 |
| 58.  | Анатолій Родін        | — 29 |
| 59.  | Іван Федосов          | — 29 |
| 60.  | Анатолій Дем'яненко   | — 29 |
| 61.  | Микола Кудрицький     | — 29 |
| 62.  | Андрій Зазроєв        | — 28 |
| 63.  | Микола Корольов       | — 28 |
| 64.  | Георгій Борзенко      | — 27 |
| 65.  | Василь Москаленко     | — 27 |
| 66.  | Валентин Сапронов     | — 27 |
| 67.  | Юрій Горячев          | — 27 |
| 68.  | Володимир Безсонов    | — 27 |
| 69.  | Едуард Сон            | — 27 |
| 70.  | Олександр Щербаков    | — 27 |
| 71.  | Віталій Савельєв      | — 26 |
| 72.  | Петро Пономаренко     | — 26 |
| 73.  | Володимир Фінк        | — 26 |
| 74.  | Олександр Малишенко   | — 26 |
| 75.  | Іван Шарій            | — 25 |
| 76.  | Сергій Чижов          | — 25 |
| 77.  | Сергій Кравченко      | — 25 |
| 78.  | Олександр Васін       | — 24 |
| 79.  | Валерій Яремченко     | — 24 |
| 80.  | Дезидерій Товт        | — 24 |
| 81.  | Лев Броварський       | — 24 |
| 82.  | Василь Рац            | — 24 |
| 83.  | Юрій Захаров          | — 23 |
| 84.  | Олексій Христян       | — 23 |
| 85.  | Юрій Войнов           | — 22 |
| 86.  | Віктор Романюк        | — 22 |
| 87.  | Іван Бобошко          | — 22 |
| 88.  | Станіслав Костюк      | — 22 |
| 89.  | Георгій Граматикопуло | — 22 |
| 90.  | Сергій Морозов        | — 22 |
| 91.  | Віктор Колесников     | — 22 |
| 92.  | Геннадій Лихачов      | — 21 |
| 93.  | Володимир Трошкін     | — 21 |
| 94.  | Анатолій Коньков      | — 21 |
| 95.  | Володимир Роговський  | — 21 |
| 96.  | Олег Саленко          | — 21 |
| 97.  | Володимир Макаров     | — 20 |
| 98.  | Георгій Пономарьов    | — 20 |
| 99.  | Олександр Пономарьов  | — 20 |
| 100. | Юрій Резник           | — 20 |
| 101. | Юрій Бондаренко       | — 20 |

## Вебресурси
- Клюб любителів історії і статистики футболу (КЛІСФ)(рос.)
- Підсумкова таблиця чемпіонату СРСР всіх часів (англ.)
- Список чемпіонів на rsssf (англ.)